# Fontanezier
Fontanezier es una localidad y antigua comuna suiza del cantón de Vaud, situada en el distrito de Jura-Nord vaudois. Desde el 1 de julio de 2011 hace parte de la comuna de Tévenon.

## Historia
El lugar fue mencionado por primera vez en 1403 bajo el nombre de Fontanisy. La comuna formó parte hasta el 31 de diciembre de 2007 del distrito de Grandson, círculo de Concise. La comuna mantuvo su autonomía hasta el 30 de junio de 2011. El 1 de julio de 2011 pasó a ser una localidad de la comuna de Tévenon, tras la fusión de las antiguas comunas de Fontanezier, Romairon, Vaugondry y Villars-Burquin.

## Geografía
La antigua comuna limitaba al norte con la comuna de Provence, al este con Bonvillars, al sur con Champagne, y al oeste con Romairon.